# حسینیه بالاده برس
حسینیه بالاده برس مربوط به اواخر دوره قاجار است و در شهرستان تربت حیدریه، روستای برس واقع شده و این اثر در تاریخ ۲۴ اسفند ۱۳۸۴ با شمارهٔ ثبت ۱۶۳۲۰ به‌عنوان یکی از آثار ملی ایران به ثبت رسیده‌است.